# Pantà d'Utxesa
Pantà d'Utxesa är en reservoar i Spanien.   Den ligger i provinsen Província de Lleida och regionen Katalonien, i den östra delen av landet, 400 km öster om huvudstaden Madrid. Pantà d'Utxesa ligger 145 meter över havet.  Trakten runt Pantà d'Utxesa består till största delen av jordbruksmark.